# 아우디 RS7
아우디 RS7(Audi RS7)은 아우디가 만든 스포츠 승용차이다. 2013년 북미 국제 오토쇼에서 처음으로 공개되었으며, A7과 S7과 달리, 풀 LED 헤드 램프와 헤드 업 디스플레이가 적용되었다. 또한 컴포트 패키지를 선택할 수 있다. 기존 S7의 V8 4.0L 엔진에 트윈 스크롤 터보를 적용하여 최고 출력 600마력을 내며, 제로백은 3.9초에 도달한다. 최고 속도는 250km이나, 옵션인 다이나믹 패키지를 추가하면 280 km 또는 305km까지 달릴 수 있다. D 모드와 S 모드가 추가된 8단 팁트로닉 변속기, 10가지 바디 컬러, 21인치 알루미늄 휠이 적용된다. 대한민국에는 2014년 3월 5일에 출시됐다.(히트맨:에이전트 47에 빨간색 차량으로 출연함.) 2015에는 플러스로 명명하여 출력은 605마력으로 올랐다.